# Phylloscopus griseolus
Phylloscopus griseolus е вид птица от семейство Phylloscopidae.

## Разпространение
Видът е разпространен в Афганистан, Индия, Китай, Казахстан, Киргизстан, Монголия, Непал, Пакистан, Русия, Таджикистан, Туркменистан и Узбекистан.